# 李冰川
李冰川（英語：Lee Glacier）是南極洲的冰川，位於奧次地，處於邱吉爾山脈地區，最終注入喬達冰川，以新西蘭的環境保護部部長命名，現時由南極條約體系管理。